# Eurytoma festucae
Eurytoma festucae är en stekelart som beskrevs av Zerova 1977. Eurytoma festucae ingår i släktet Eurytoma och familjen kragglanssteklar.
Artens utbredningsområde är:
- Rumänien.
- Ukraina.

Inga underarter finns listade i Catalogue of Life.